# Giovanni Leone
Giovanni Leone (ur. 3 listopada 1908 w Neapolu, zm. 9 listopada 2001 w Rzymie) – włoski prawnik i polityk, przewodniczący Izby Deputowanych, dwukrotny premier Włoch, prezydent tego kraju w latach 1971–1978, działacz i jeden z przywódców Chrześcijańskiej Demokracji, pierwszy w historii senator dożywotni z mianowania i z urzędu.

## Życiorys
Ukończył studia prawnicze i z zakresu nauk politycznych. Wykładał przez lata prawo i procedurę karną, początkowo na Università di Camerino, następnie na uniwersytetach w Rzymie, Neapolu i innych miejscowościach. Należał do krajowych i międzynarodowych organizacji skupiających prawników karnistów. Praktykował także jako adwokat w sprawach karnych.
W 1944 przystąpił do Chrześcijańskiej Demokracji, stał na czele neapolitańskich struktur tego ugrupowania. W 1946 został posłem do powołanej po II wojnie światowej konstytuanty (Assemblea Costituente della Repubblica Italiana), która działała do 1948. W tym samym roku został po raz pierwszy wybrany do Izby Deputowanych. W niższej izbie włoskiego parlamentu zasiadał nieprzerwanie do 1967 jako poseł I, II, III i IV kadencji. W latach 1950–1953 pełnił funkcję przewodniczącego Izby Deputowanych, następnie przez dziesięć lat stał na jej czele.
Od czerwca do grudnia 1963 i ponownie od czerwca do grudnia 1968 piastował funkcję premiera Włoch w gabinetach tworzonych przez Chrześcijańską Demokrację.
27 sierpnia 1967 prezydent Giuseppe Saragat w uznaniu dotychczasowych zasług powierzył mu godność dożywotniego senatora. Giovanni Leone zasiadał w Senacie IV i V kadencji. Ustąpił w trakcie tej ostatniej w związku z dokonanym 23 grudnia 1971 wyborem go na urząd prezydenta Republiki Włoskiej.
W 1978 pod jego adresem pojawiły się oskarżenia o udział w skandalu korupcyjnym, zwanym jako afera Lockheeda. 15 czerwca tego samego roku, na kilka miesięcy przed upływem kadencji, Giovanni Leone podał się do dymisji. Z urzędu jako były prezydent powrócił do Senatu, zasiadał w nim w trakcie VII, VIII, IX, X, XI, XII, XIII i XIV kadencji, tj. do czasu swojej śmierci.

## Odznaczenia
- Wielki Mistrz Orderu Zasługi Republiki Włoskiej – ex officio (1971–1978)
- Wielki Mistrz Orderu Wojskowego Włoch – ex officio (1971–1978)
- Wielki Mistrz Orderu Zasługi za Pracę – ex officio (1971–1978)
- Wielki Mistrz Orderu Gwiazdy Solidarności Włoskiej – ex officio (1971–1978)
- Wielki Mistrz Orderu Vittorio Veneto – ex officio (1971–1978)